# Microrégion de Juiz de Fora
 (février 2025).
Si vous disposez d'ouvrages ou d'articles de référence ou si vous connaissez des sites web de qualité traitant du thème abordé ici, merci de compléter l'article en donnant les références utiles à sa vérifiabilité et en les liant à la section « Notes et références ».
La microrégion de Juiz de Fora est l'une des sept microrégions qui subdivisent la zone de la Mata, dans l'État du Minas Gerais au Brésil.
Elle comporte 33 municipalités qui regroupaient 730 264 habitants en 2010 pour une superficie totale de 8 923 km2.

## Municipalités[1]
- Aracitaba
- Belmiro Braga
- Bias Fortes
- Bicas
- Chácara
- Chiador
- Coronel Pacheco
- Descoberto
- Ewbank da Câmara
- Goianá
- Guarará
- Juiz de Fora
- Lima Duarte
- Mar de Espanha
- Maripá de Minas
- Matias Barbosa
- Olaria
- Oliveira Fortes
- Paiva
- Pedro Teixeira
- Pequeri
- Piau
- Rio Novo
- Rio Preto
- Rochedo de Minas
- Santa Bárbara do Monte Verde
- Santa Rita de Ibitipoca
- Santa Rita de Jacutinga
- Santana do Deserto
- Santos Dumont
- São João Nepomuceno
- Senador Cortes
- Simão Pereira